# ناهید (خواننده)
زهرا خلخالی (زادهٔ ۲۴ آبان ۱۳۳۷) که با نام هنری ناهید شناخته می‌شود، خواننده پاپ ایرانی است.

## آغاز فعالیت
وی از سال ۱۳۶۳ وارد عرصه خوانندگی شد و پس از حدود ۲۰ سال فعالیت، در سال ۱۳۸۳ با انتشار آخرین آلبوم رسمی خود به نام سارا از دنیای خوانندگی خداحافظی کرد و چندی بعد به ایران بازگشت و هم اکنون ساکن تهران است. 
ناهید پیش از انقلاب، فعالیتی به‌صورت حرفه‌ای نداشت. وی در اوایل دهه شصت، با آهنگساز شهیری همچون صادق نوجوکی همکاری کرد و در دهه هفتاد با انتشار ۵ آلبوم، به شهرت کامل رسید و رقیب خوانندگانی چون لیلا فروهر، شهره و فتانه به‌شمار می‌رفت.
وی پس از انتشار آلبوم خواب (۲۰۰۰/۱۳۷۹) در مصاحبه‌هایی اعلام کرد که دیگر باید به کار خود خاتمه دهد و به ایران برگردد. تا اینکه در سال ۱۳۸۳ آخرین آلبوم رسمی خود را به اسم سارا که نام دختر اوست منتشر کرد. در شرایطی که افت صدا در آوازش محسوس بود، پس از انتشار تعدادی تک‌آهنگ با خوانندگی خداحافظی کرد و برای همیشه به ایران بازگشت.

### همکاران هنری
ناهید در دوره فعالیت هنری خود، علاوه بر دوست و همکار همیشگی‌اش (شهرام شب‌پره)، با شاعرانی همچون لیلا کسری، همایون هوشیارنژاد، مسعود فردمنش، جهانبخش پازوکی، بیژن سمندر، هما میرافشار و با آهنگسازان سرشناسی مانند صادق نوجوکی، حسن شماعی‌زاده، فرید زلاند، منوچهر چشم‌آذر و … همکاری کرد.

## ترانه‌شناسی
- هدیه عشق (۱۹۸۴/۱۳۶۳)
- سکه دورو (۱۹۸۹/۱۳۶۸)
- نگاه (۱۹۹۳/۱۳۷۲)
- تابستان ۹۴ (با شهرام شب‌پره) (۱۹۹۴/۱۳۷۳)
- راز (۱۹۹۵/۱۳۷۴)
- ناز (۱۹۹۸/۱۳۷۷)
- خواب دیدم (۲۰۰۰/۱۳۷۹)
- سارا (۲۰۰۳/۱۳۸۲)
- عاشق (۲۰۰۸/۱۳۸۶) - تک‌آهنگ

## آلبوم‌ها

### هدیه عشق(۱۹۸۴/۱۳۶۳)
| نام ترانه    | ترانه‌سرا         | آهنگ‌ساز     | تنظیم‌کننده  |
| ------------ | ---------------- | ----------- | ----------- |
| هدیه         | بیژن سمندر       | صادق نوجوکی | صادق نوجوکی |
| آشتی         | ایرج رزمجو       | صادق نوجوکی | صادق نوجوکی |
| بهار         | لیلا کسری (هدیه) | صادق نوجوکی | صادق نوجوکی |
| تهرون        | بیژن سمندر       | صادق نوجوکی | صادق نوجوکی |
| امید به فردا | بیژن سمندر       | صادق نوجوکی | صادق نوجوکی |
| بلای عشق     | لیلا کسری (هدیه) | صادق نوجوکی | صادق نوجوکی |

### سکه دورو(۱۹۸۹/۱۳۶۸)
| نام ترانه         | ترانه‌سرا         | آهنگ‌ساز        | تنظیم‌کننده     |
| ----------------- | ---------------- | -------------- | -------------- |
| تورو از دست نمی‌دم | جهانبخش پازوکی   | جهانبخش پازوکی | کاظم عالمی     |
| محبوب خوشگل من    | جمشید شیبانی     | جمشید شیبانی   | نوید نحوی      |
| شب                | هما میرافشار     | فرید زولاند    | منوچهر چشم‌آذر  |
| بیقرار عشق        | لیلا کسری (هدیه) | منوچهر چشم‌آذر  | منوچهر چشم‌آذر  |
| سکه دو رو         | اردلان سرفراز    | سیاوش قمیشی    | عبدی یمینی     |
| نرو نرو           | هما میرافشار     | فرید زولاند    | آرمن آهارونیان |

### نگاه(۱۹۹۳/۱۳۷۲)[۲]
| نام ترانه       | ترانه‌سرا          | آهنگ‌ساز      | تنظیم‌کننده      |
| --------------- | ----------------- | ------------ | --------------- |
| دلکم            | همایون هوشیارنژاد | شهرام شب‌پره  | مهداد زند کریمی |
| عشق اول         | شهرام شب‌پره       | شهرام شب‌پره  | مهداد زند کریمی |
| دلبر            | شهرام شب‌پره       | شهرام شب‌پره  | عبدی یمینی      |
| بابا کرم        | مسعود فردمنش      | مسعود فردمنش | منوچهر چشم‌آذر   |
| نگاه (چادر زری) | علی زراسوند       | علی زراسوند  | فریدون حیدرنیا  |
| قصه عشق         | مسعود فردمنش      | مسعود فردمنش | منوچهر چشم‌آذر   |

### تابستان ۹۴(باشهرام شب‌پره)(۱۹۹۴/۱۳۷۳)
| نام ترانه  | خواننده             | ترانه‌سرا          | آهنگ‌ساز       | تنظیم‌کننده    |
| ---------- | ------------------- | ----------------- | ------------- | ------------- |
| مسافر      | شهرام شب‌پره         | همایون هوشیارنژاد | حسن شماعی‌زاده | عبدی یمینی    |
| خاطرخواه   | ناهید               | شهرام شب‌پره       | شهرام شب‌پره   | منوچهر چشم‌آذر |
| کدوم شب    | شهرام شب‌پره و ناهید | بیژن سمندر        | حسن شماعی‌زاده | عبدی یمینی    |
| کی میای    | شهرام شب‌پره         | شهرام شب‌پره       | شهرام شب‌پره   | منوچهر چشم‌آذر |
| دلم میخواد | ناهید               | شهرام شب‌پره       | پرویز قدرخانی | عبدی یمینی    |
| دختر شرقی  | ناهید و شهرام شب‌پره | هما میرافشار      | شهرام شب‌پره   | منوچهر چشم‌آذر |

### راز(۱۹۹۵/۱۳۷۴)[۳]
| نام ترانه   | ترانه‌سرا       | آهنگ‌ساز        | تنظیم‌کننده    |
| ----------- | -------------- | -------------- | ------------- |
| خودسرانه    | حسن شماعی‌زاده  | حسن شماعی‌زاده  | منوچهر چشم‌آذر |
| بای بای     | نازیلا توکلی   | منوچهر چشم‌آذر  | منوچهر چشم‌آذر |
| دوتا گل سرخ | هما میرافشار   | حسن شماعی‌زاده  | منوچهر چشم‌آذر |
| دفتر عشق    | بیژن سمندر     | حسن شماعی‌زاده  | منوچهر چشم‌آذر |
| راز         | جهانبخش پازوکی | جهانبخش پازوکی | منوچهر چشم‌آذر |
| نامه رسون   | بیژن سمندر     | حسن شماعی‌زاده  | منوچهر چشم‌آذر |
| عروسی       | نازیلا توکلی   | منوچهر چشم‌آذر  | منوچهر چشم‌آذر |

### ناز(۱۹۹۸/۱۳۷۷)[۴]
| نام ترانه         | ترانه‌سرا          | آهنگ‌ساز       | تنظیم‌کننده    |
| ----------------- | ----------------- | ------------- | ------------- |
| آواره             | پاکسیما زکی‌پور    | منوچهر چشم‌آذر | منوچهر چشم‌آذر |
| گل پسر            | همایون هوشیارنژاد | محلی          | منوچهر چشم‌آذر |
| صنار بده آش       | هاتف              | هاتف          | منوچهر چشم‌آذر |
| هدیه (اجرای جدید) | بیژن سمندر        | صادق نوجوکی   | منوچهر چشم‌آذر |
| یاد ما کردی       | همایون هوشیارنژاد | مهرداد آسمانی | منوچهر چشم‌آذر |
| شانس آخر          | هاتف              | منوچهر چشم‌آذر | منوچهر چشم‌آذر |
| یار بی وفا        | پاکسیما زکی‌پور    | منوچهر چشم‌آذر | منوچهر چشم‌آذر |
| عربی (بی‌کلام)     | عربی (بی‌کلام)     | عربی          | منوچهر چشم‌آذر |

### خواب(۲۰۰۰/۱۳۷۹)[۵]
| نام ترانه      | ترانه‌سرا          | آهنگ‌ساز      | تنظیم‌کننده |
| -------------- | ----------------- | ------------ | ---------- |
| خواب دیدم      | همایون هوشیارنژاد | محمد مقدم    | محمد مقدم  |
| دیگه دیره      | ژولیت             | محمد مقدم    | محمد مقدم  |
| یواش یواش      | ژولیت             | محمد مقدم    | محمد مقدم  |
| پرسیده نپرسیده | همایون هوشیارنژاد | محمد مقدم    | محمد مقدم  |
| قفس            | هما میرافشار      | محمد مقدم    | محمد مقدم  |
| وقتی اومد      | ژولیت             | محمد مقدم    | محمد مقدم  |
| محتاج          | مسعود فردمنش      | محمد مقدم    | محمد مقدم  |
| تو نپرس        | مسعود فردمنش      | مسعود فردمنش | محمد مقدم  |

### سارا(۲۰۰۳/۱۳۸۲)[۶]
| نام ترانه    | ترانه‌سرا     | آهنگ‌ساز   | تنظیم‌کننده |
| ------------ | ------------ | --------- | ---------- |
| سارا         | امیر کعبه‌ای  | محمد مقدم | محمد مقدم  |
| یار یار      | کوجی زادوری  | محمد مقدم | محمد مقدم  |
| جدایی        | مسعود فردمنش | محمد مقدم | محمد مقدم  |
| بیا برگرد    | مسعود فردمنش | محمد مقدم | محمد مقدم  |
| بین من و تو  | مسعود فردمنش | محمد مقدم | محمد مقدم  |
| نرمه نرمه    | بندری        | بزرگ امید | محمد مقدم  |
| تاپ تاپ قلبم | کوجی زادوری  | محمد مقدم | محمد مقدم  |
| نرو          | قدیمی        | قدیمی     | محمد مقدم  |

### عاشق (۲۰۰۸/۱۳۸۶)
| نام ترانه       | ترانه‌سرا       | آهنگ‌ساز   | تنظیم‌کننده | انتشار    |
| --------------- | -------------- | --------- | ---------- | --------- |
| عاشق (ورژن اول) | میترا رستم‌خانی | امیر فتحی | امیر فتحی  | ۱۳۸۶ ۲۰۰۷ |
| عاشق (ورژن دوم) | میترا رستم‌خانی | امیر فتحی | امیر فتحی  | ۱۳۸۷ ۲۰۰۸ |